# Изгубена и намерена в Рим
„Изгубена и намерена в Рим“ (на английски: Lost & Found in Rome) е копродукция на Франция и България, романтичен телевизионен филм от 2020 година на режисьора Тодор Чапкънов, по сценарий на Ролф Къневски и Реджина Лавит. Оператор е Иво Пейчев. Музиката във филма е на Саймън Едуард и Александър Костов.
Филмът е сниман в Рим и в София.

## Сюжет
Ема, дъщеря на богаташа Хауърд, среща на приема на баща си италиански тенесист. Тя се влюбва от пръв поглед и решава да замине, да го намери в Рим и да се омъжи за него...

## Състав

### Актьорски състав
| Изпълнител          | Роля                                                  |
| ------------------- | ----------------------------------------------------- |
| Софи Вавасьор       | Ема Торндайк                                          |
| Паоло Бернардини    | Алекс Малвези, служител в изгубени и намерени вещи    |
| Максуел Колфийлд    | Хауърд Торндайк, бащата на Ема                        |
| Джейми Лунър        | Даяна Дженсън, собственичката на кафенето             |
| Диана Любенова      | Клер Малвези, майката на Алекс                        |
| Енрико Мути         | Роберто Малвези, бащата на Алекс                      |
| Манал Ел-Фейтури    | Джени Джаксън                                         |
| Георги Арабаджийски | Ръсел Русо, служител в изгубени и намерени вещи       |
| Мартин Медникаров   | Ник Милано, италиански тенесист                       |
| Девора Уайлд        | Изабела                                               |
| Дерек Морз          | Джейкъб                                               |
| Катя Пенева         | сервитьорка                                           |
| Марио Михайлов      | служител в супермаркета                               |
| Надя Иванова        | служител в летището                                   |
| Уйлям Мърданаилгъм  | пътник                                                |
| Тодор Чапкънов      | ядосан турист пред отдела за изгубени и намерени вещи |
| Франческо Реале     | глас от радиото / клиент                              |